# Xã Preemption, Quận Mercer, Illinois
Xã Preemption (tiếng Anh: Preemption Township) là một xã thuộc quận Mercer, tiểu bang Illinois, Hoa Kỳ. Năm 2010, dân số của xã này là 1.783 người.